# 林百貨
林百貨（日语：ハヤシ百貨店），俗稱五層樓仔，是位於臺灣臺南市中西區的百貨公司，於1932年12月5日開幕，坐落於日治時期的臺南市末廣町2丁目，為臺灣第二間、以及南臺灣第一間百貨公司，也是臺灣唯一設有神社的百貨公司。開幕日僅比當時臺北市榮町的菊元百貨晚兩天，兩者亦並列為臺灣日治時期南北兩大百貨。
林百貨在落成當時是臺南第一高樓，且配有電梯、鐵捲門等當時少見的現代化設備，是日治時期臺南末廣町繁榮的象徵。第二次世界大戰後結業，曾改為其它用途、亦曾長期閒置，後來公告為臺南市定古蹟。經過建物整體修復後，臺南市政府文化局委外高青時尚以「文創百貨」形式經營，2014年6月14日重新開幕。

## 沿革

### 日治時期

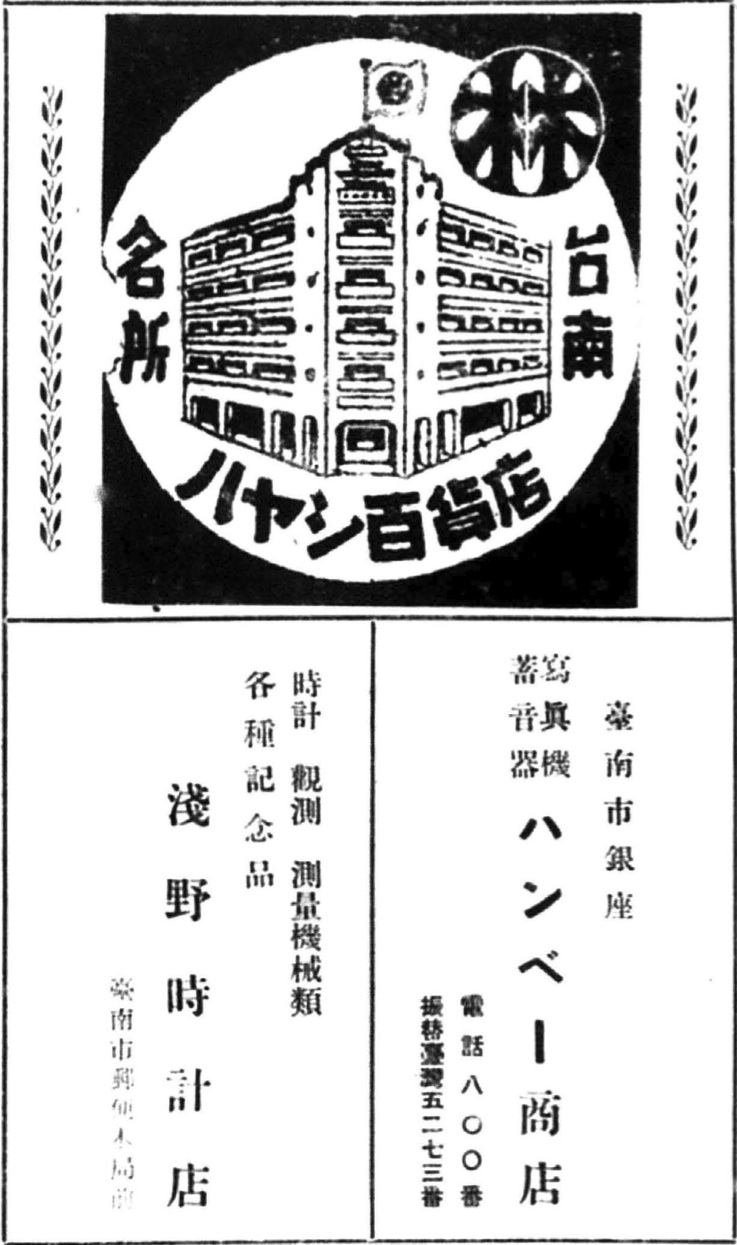
刊登在1942年版《臺灣鐵道旅行案內》的林百貨店與其他商店廣告

臺南市隨著市區改正與臺南運河的開圳，臺南驛經明治公園到臺南運河之間的「大正町通」（今中山路）、「末廣町通」（今中正路）等地日益重要。而1927年時末廣町一帶成立了一個「店鋪住宅速成會」，由有志於此經營店家者所組成，該會並決定要在末廣町興建連續的商店住宅。該工程於1931年開始，設計者為梅澤捨次郎，於隔年完工並成為臺南市第一條經過整體規劃設計的市街。該區為當時臺南市最繁榮的商業區，因此有「銀座」之名。
林百貨店是此批建築最大的建築，由日本山口縣人林方一於1932年12月5日於臺南市末廣町二丁目（今忠義、中正路口）開幕；但五天後林方一因膽囊炎病逝，得年49歲。而在老闆去世之後，該店便由其當時38歲的妻子林年子繼續經營。

### 民國時期
二次大戰結束後，屬於日產的林百貨由國民政府接收，並隨後陸續作為臺灣製鹽總廠、中華民國空軍單位及警察派出所等用途。在民國四十年代（1950年代），一到三樓是臺灣製鹽總廠使用，四樓是臺灣省糧食局，五、六樓則是空軍廣播電臺；之後又屢有變動，先後成為臺灣省鹽務稅警總隊隊部、保安警察第三總隊隊部、臺灣省糧食局檔案倉庫、軍眷宿舍等等。在保三總隊隊部遷往臺北之後，林百貨便陷入了長期閒置。
1998年6月26日，林百貨被列為市定古蹟。原本產權複雜、有部分屬於台鹽，1998年財政部國有財產局將土地與建物所有權撥給臺南市政府，到了2010年1月8日臺南市政府文化觀光處才開始進行整修，一度擬作為「府城工藝博物館」，最後決定回歸最初商業用途。
2013年1月，林百貨修復完成。修復完成後於6月30日到8月31日舉辦林百貨回顧展，開放民眾參觀（僅週三到週日10:00－17:00，場內人數控制在600人以下）。隨後由台南市政府文化局委外經營，經評選後由高青開發（台南企業關係企業，Focus時尚流行館之業主）得標，並開始裝修。而後在2013年12月5日，高青開發挑選當初林百貨開幕的日子重新在頂樓旗桿升上店旗，象徵林百貨的重生。最後在2014年6月14日，林百貨沿用原名再度開幕，由高青開發成立子公司「高青時尚」負責經營，並重新定位為臺南在地文創百貨，各個樓層有不同的規劃主題，分別是「台南好客廳」、「台南好設計」、「台南好時尚」、「台南好文化」、「台南好美味」、「台南好風景」。

## 建築特色
林百貨店俗稱「五層樓仔」，但事實上百貨內有面積較小的6樓，為「折衷樣式」鋼筋混凝土建築，在當時是相當現代化且受注目的。建築立面貼溝面磚，最上層女兒牆以位於轉角的中央處最高，牆線以階梯狀順序滑落連接兩翼。而在中央部分與兩翼相接處，於二到五樓開了圓孔窗，六樓則開了方孔窗，兩翼則設大面窗及雨庇、陽台。位於騎樓的柱子帶有紋樣裝飾，而室內柱子則有裝飾藝術風格。內部空間及設備亦十分現代化，樓梯、廁所配置於角落，並配有當時南台灣首部電梯（底下條目有提及可乘載12人；但在整修時為保留原電梯井而改為5人電梯），以及手搖式鐵捲門、燈具、避雷針、抽水馬桶等先進設備。

## 經營情形

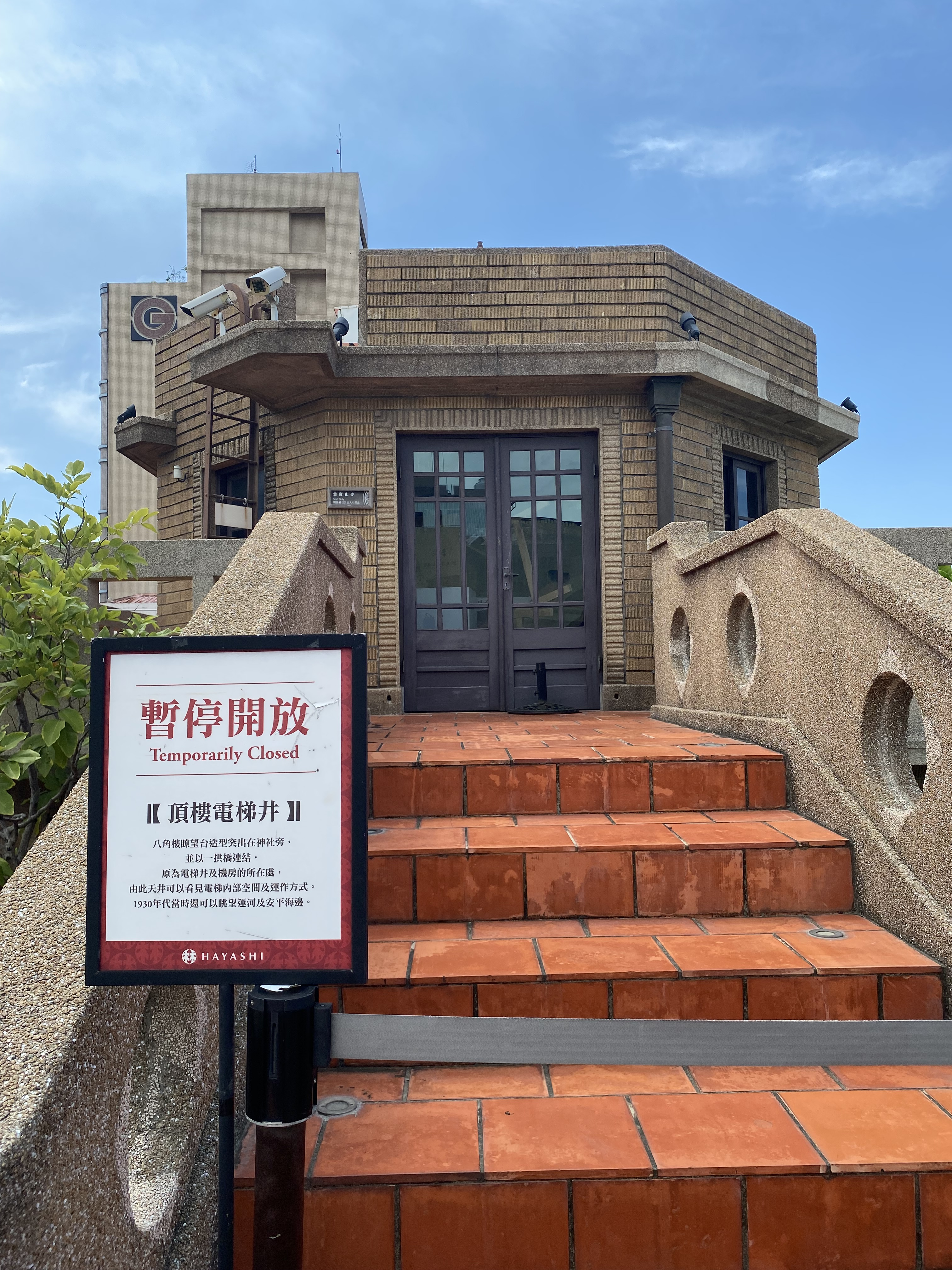
林百貨頂樓電梯井

依據日治時期在1932年至1945年間的經營情況敘述，林百貨的鼎盛期是在1940年，每月營業額以今天的新臺幣來算約有千萬元以上。營業時間是9：00－21：00，但戰爭期間因燈火管制，便改為只營業到18：00。

### 樓層
林百貨一共有六層樓，裡頭設有電梯，一次可容納12人，至今電梯仍存。
- 6F：機械室與瞭望臺，此外於屋頂設有花園與「末廣社」神社（1933年設置），外牆留有第二次世界大戰留下之砲火痕跡。
- 5F：餐廳與喫茶館：壽司一份2角，西餐一份5角（當時一斗米為1元6角）[5]。
- 4F：販售碗盤、玩具、文具與鐘錶等商品[5]。
- 3F：販售紡織品與服飾[5]。
- 2F：販售洋品百貨、雨傘、寢具、皮箱與旅行袋等商品[5]。
- 1F：販售菸酒、化妝品、糖果餅乾與牙膏等日用品，另有臺灣旅行社在此租一攤位推廣業務[5]。[17]

### 員工
- 人數：全盛時期150人，戰爭時因員工部分被徵召入伍而只剩120人左右[5]。
- 薪水：無經驗者日薪3角5分，有經驗者4角，而女性另加5分以貼補化妝費用[5]。
- 福利:
  - 公司內搭用餐：一天三餐共1角4分（早餐3分、午餐5分、晚餐6分）[5]。
  - 員工宿舍：在臺南第二高等女學校（今臺南中山國中）附近為男女員工各設有十間宿舍[5]。
  - 每年一度員工旅遊：旅遊時百貨會全面休息，員工則分乘車輛前往像關子嶺等景點旅遊，而旅行的經費則來自於轉賣盛裝貨物的木箱[5]。
  - 可以用記帳的方式買店內的商品[5]。

### 外賣
林百貨店一年會有兩次「外賣」，即是到身為百貨重要客源的臺灣製糖會社之岸內糖廠、新營糖廠與麻豆糖廠辦販售會。且允許顧客記帳，等糖廠發獎金後再收款。

## 全面修復

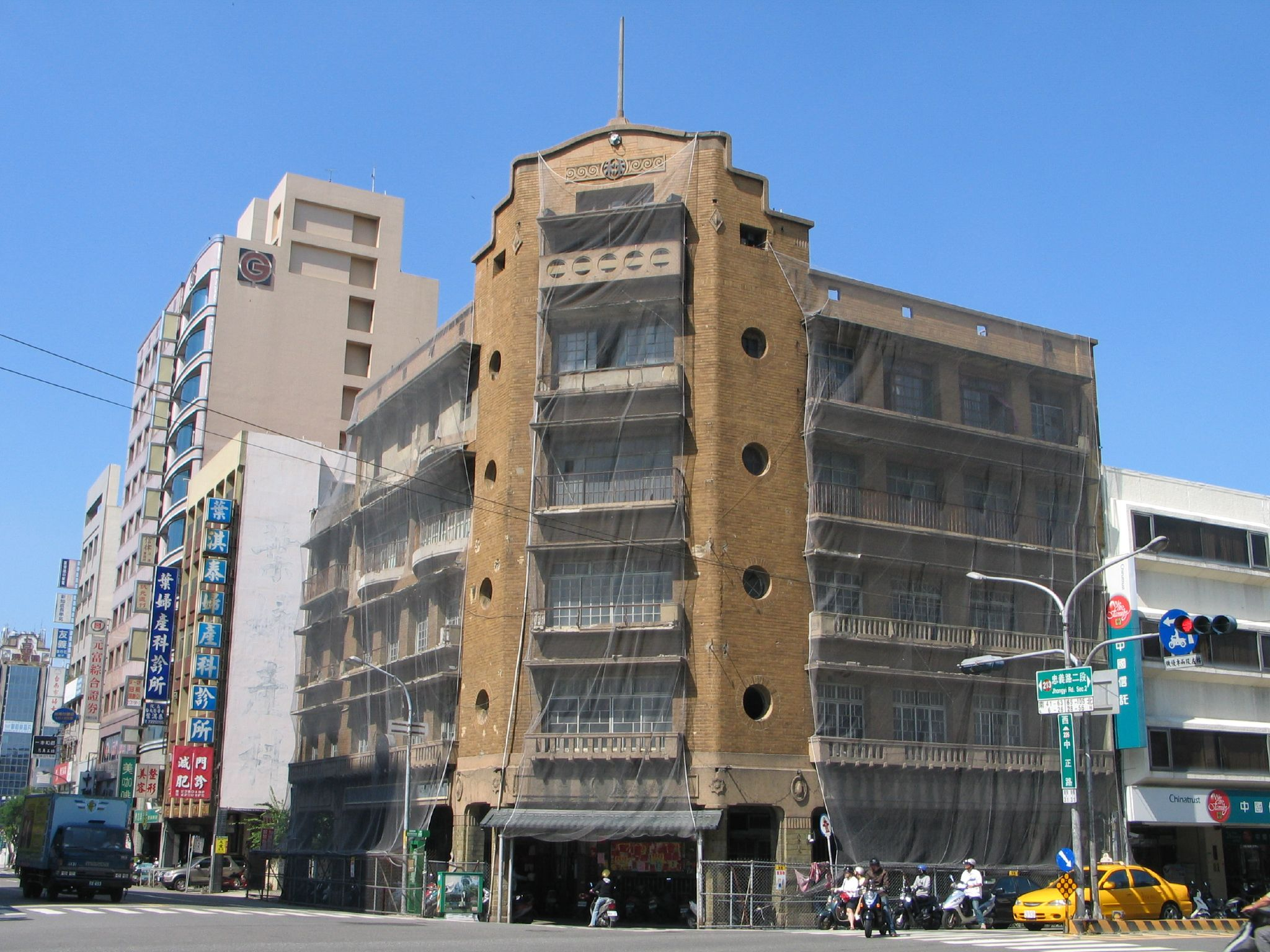
整修前的林百貨。攝於2006年7月

林百貨由徐裕健建築師事務所施作修復工程。展開修復之後，文化界曾希望邀請在日本的林方一後人前來見證林百貨的重新開幕；而在修復工程接近完工階段時，林方一的二媳婦林千惠子與家人曾於2013年1月專程來臺參訪，並確認林百貨頂樓神社鳥居最上面的橫樑是平直無弧度，使鳥居的修復有所依據。
此外，2013年1月28日，臺南市政府文化局拜訪當年承作林百貨電梯的包商王鳳寶，並希望能邀請他見證林百貨的重新開幕。

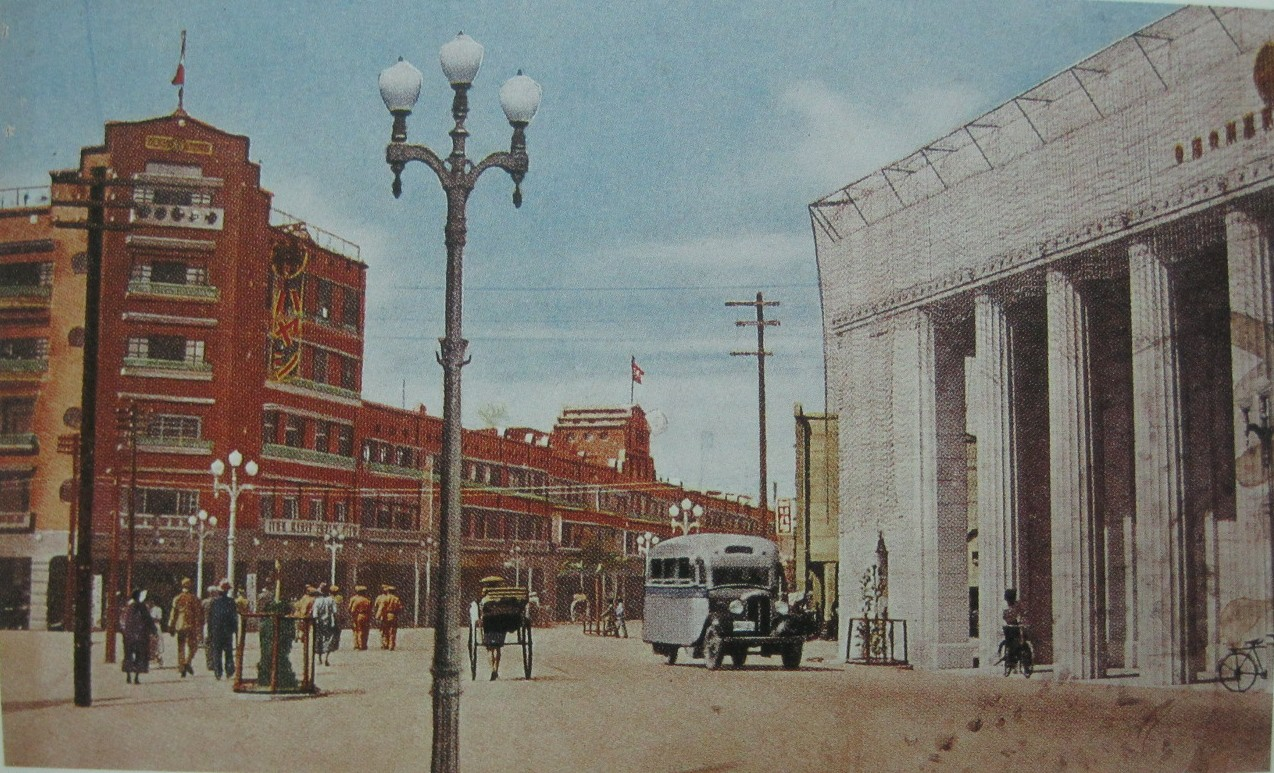
日治時代舊貌
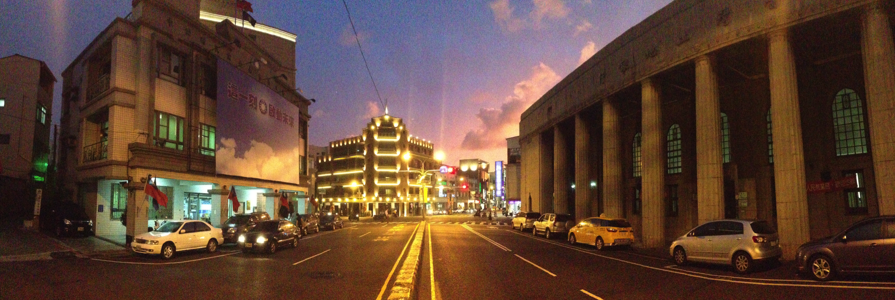
林百貨與末廣町今貌

## 圖片

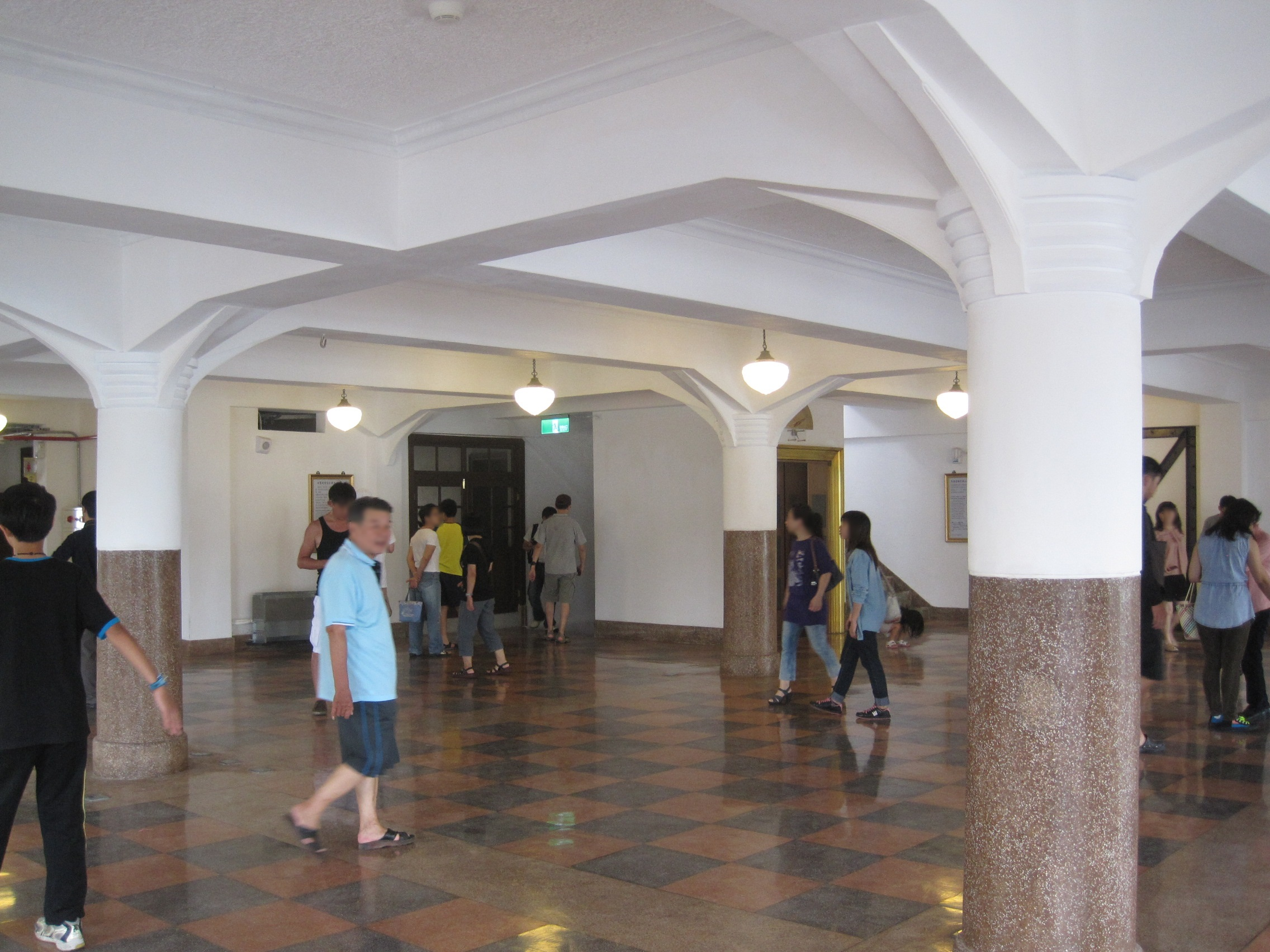
林百貨室內空間
林百貨1樓
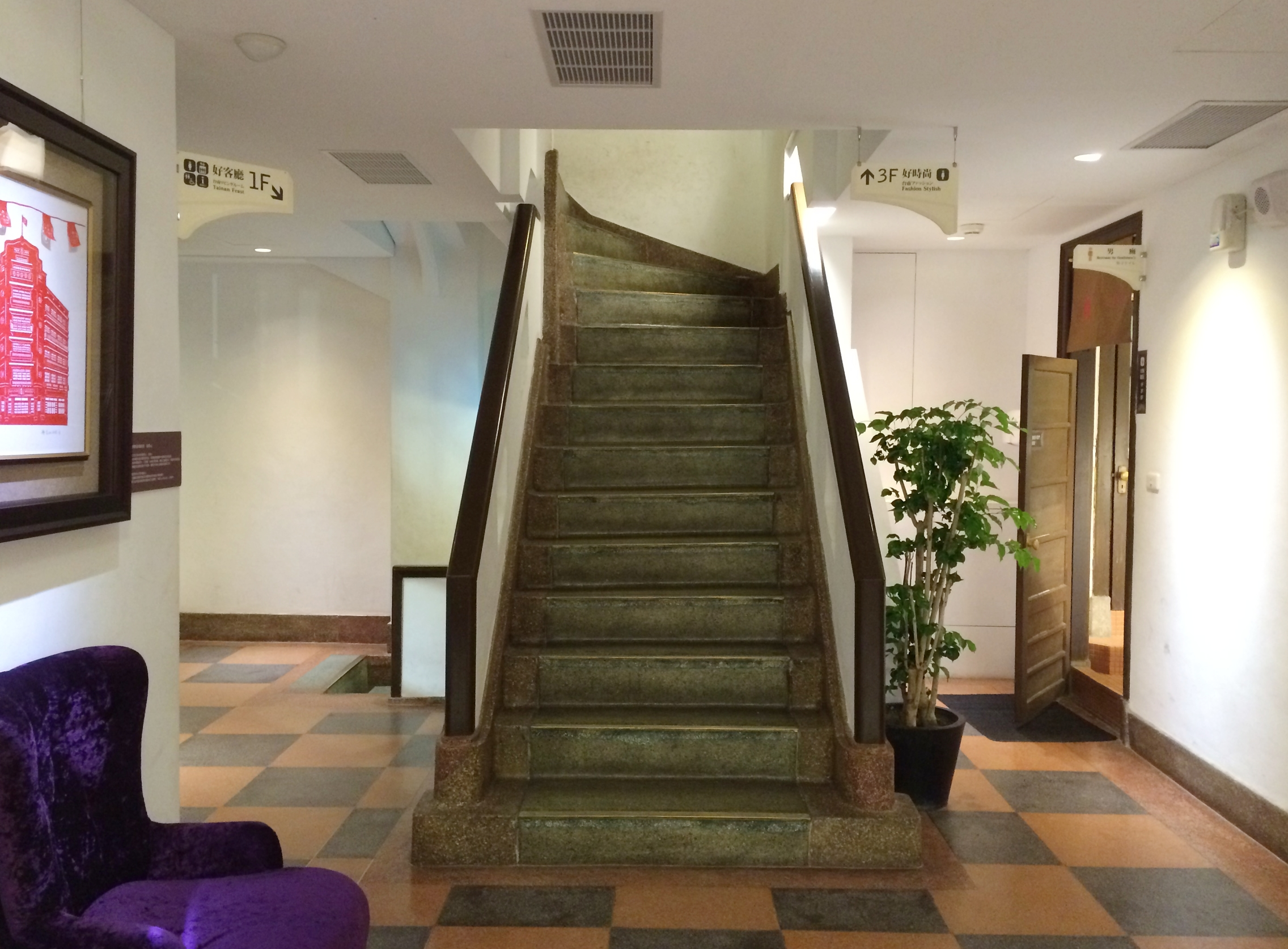
林百貨2樓往3樓的樓梯
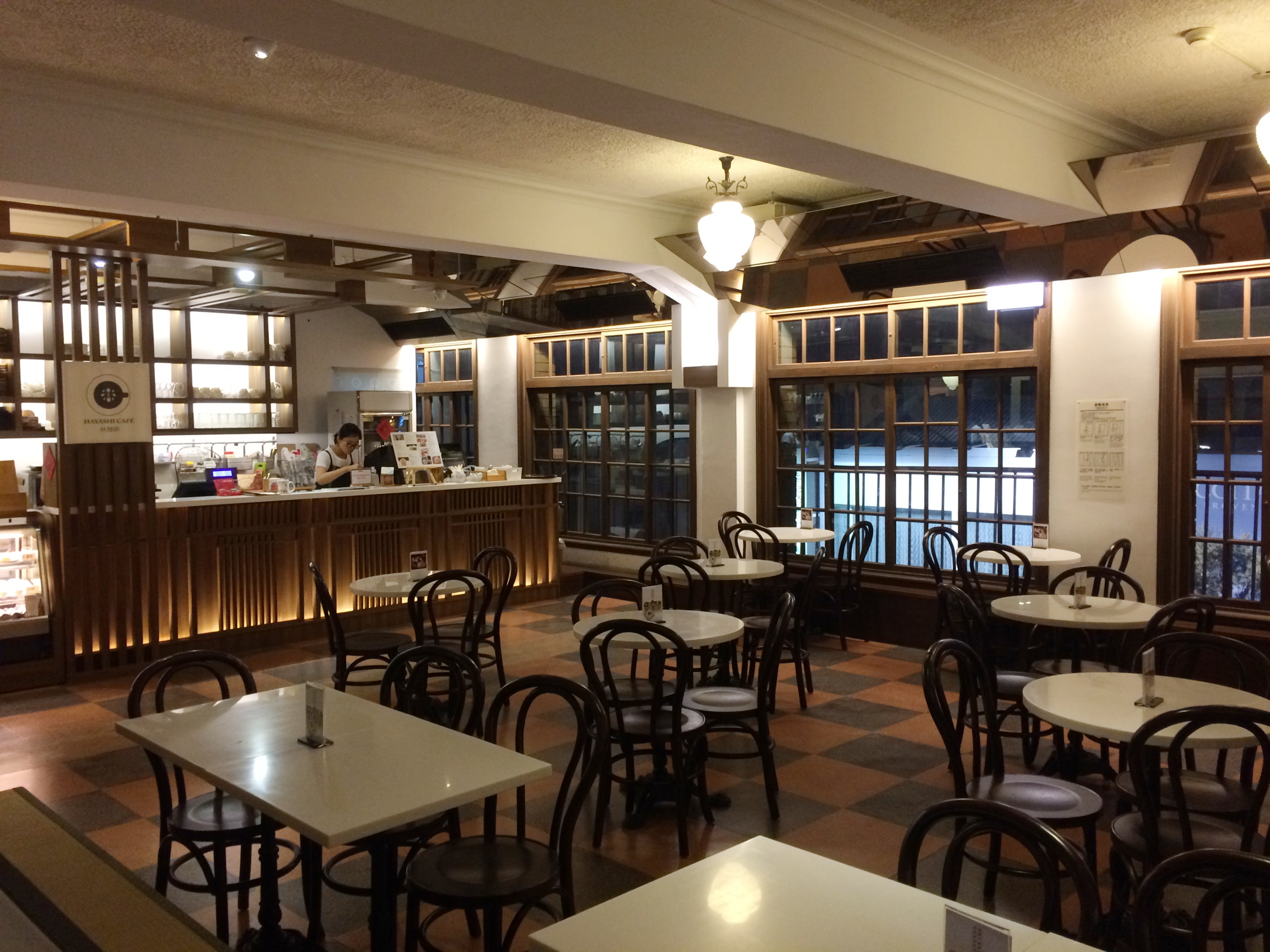
林百貨4樓的餐廳
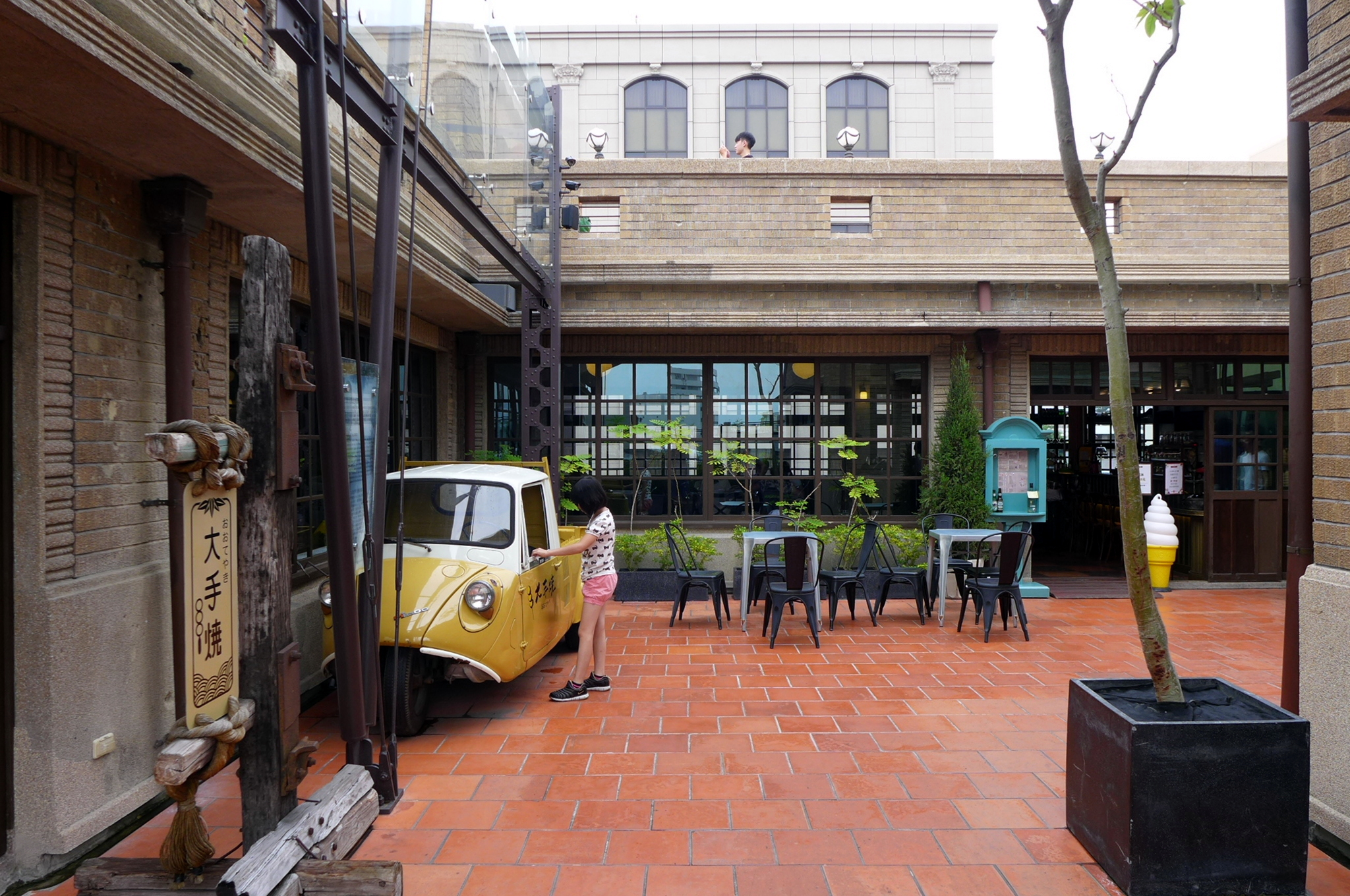
林百貨5樓平台及商店
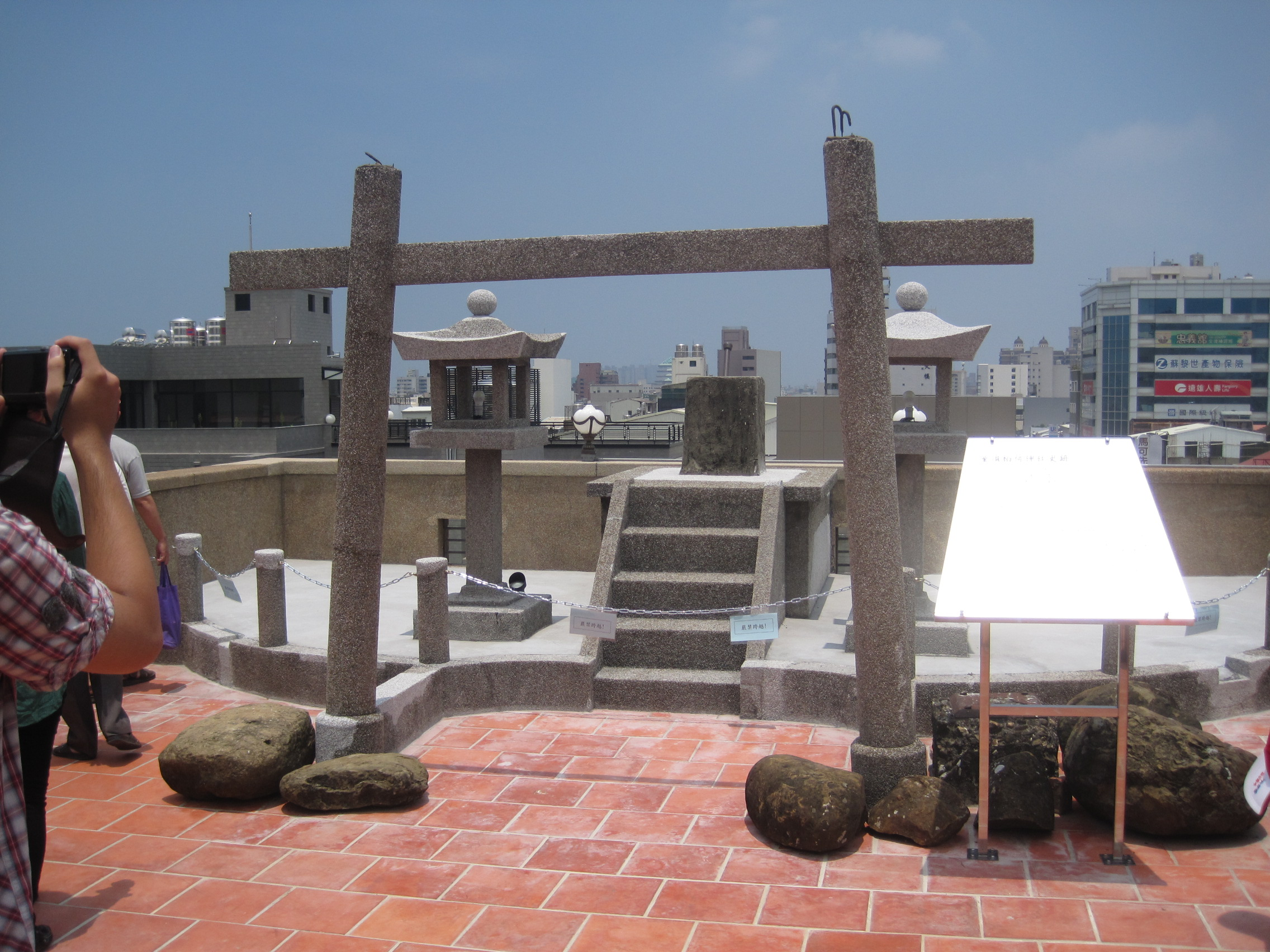
林百貨頂樓神社鳥居遺跡
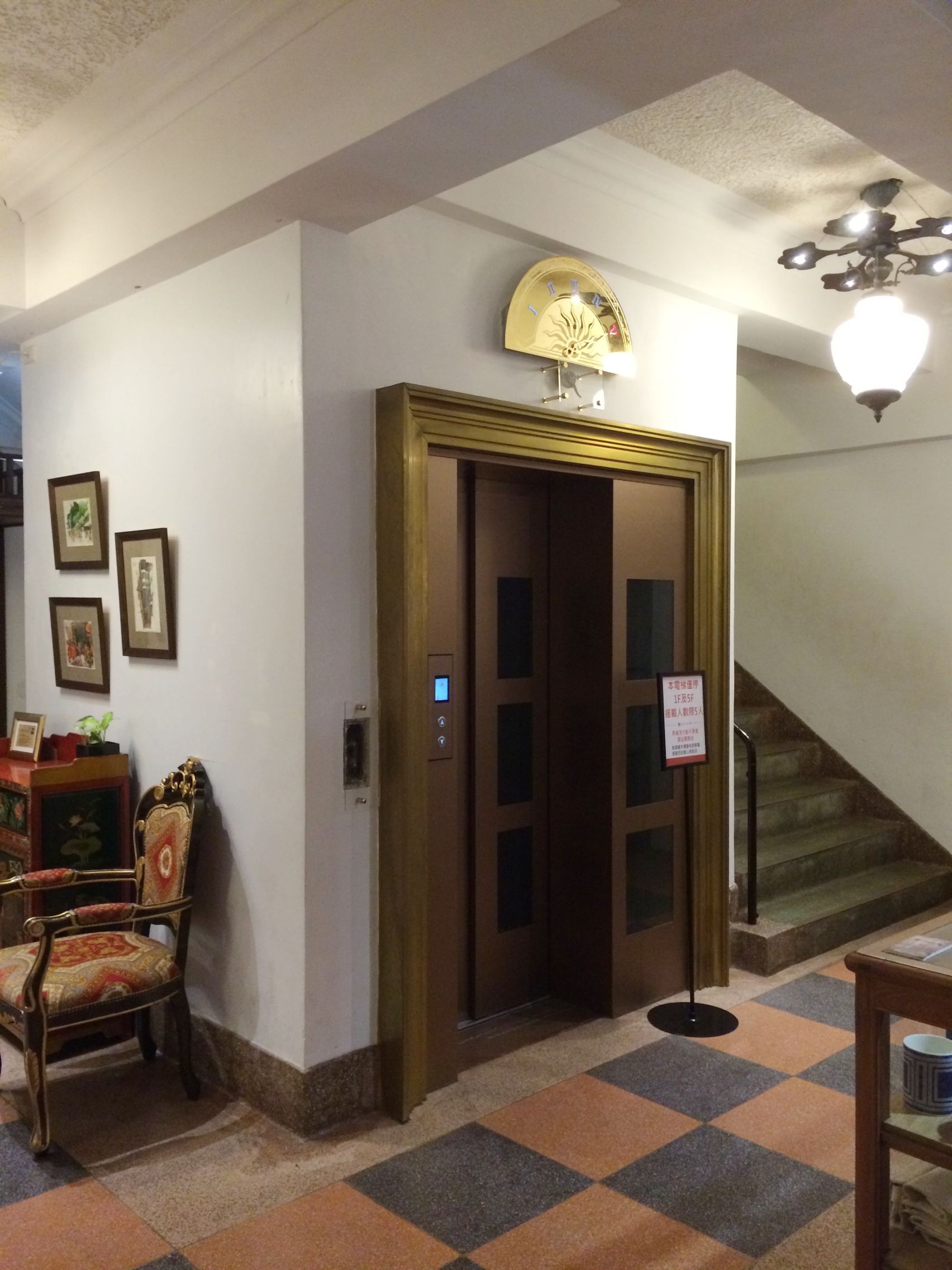
林百貨內的升降機
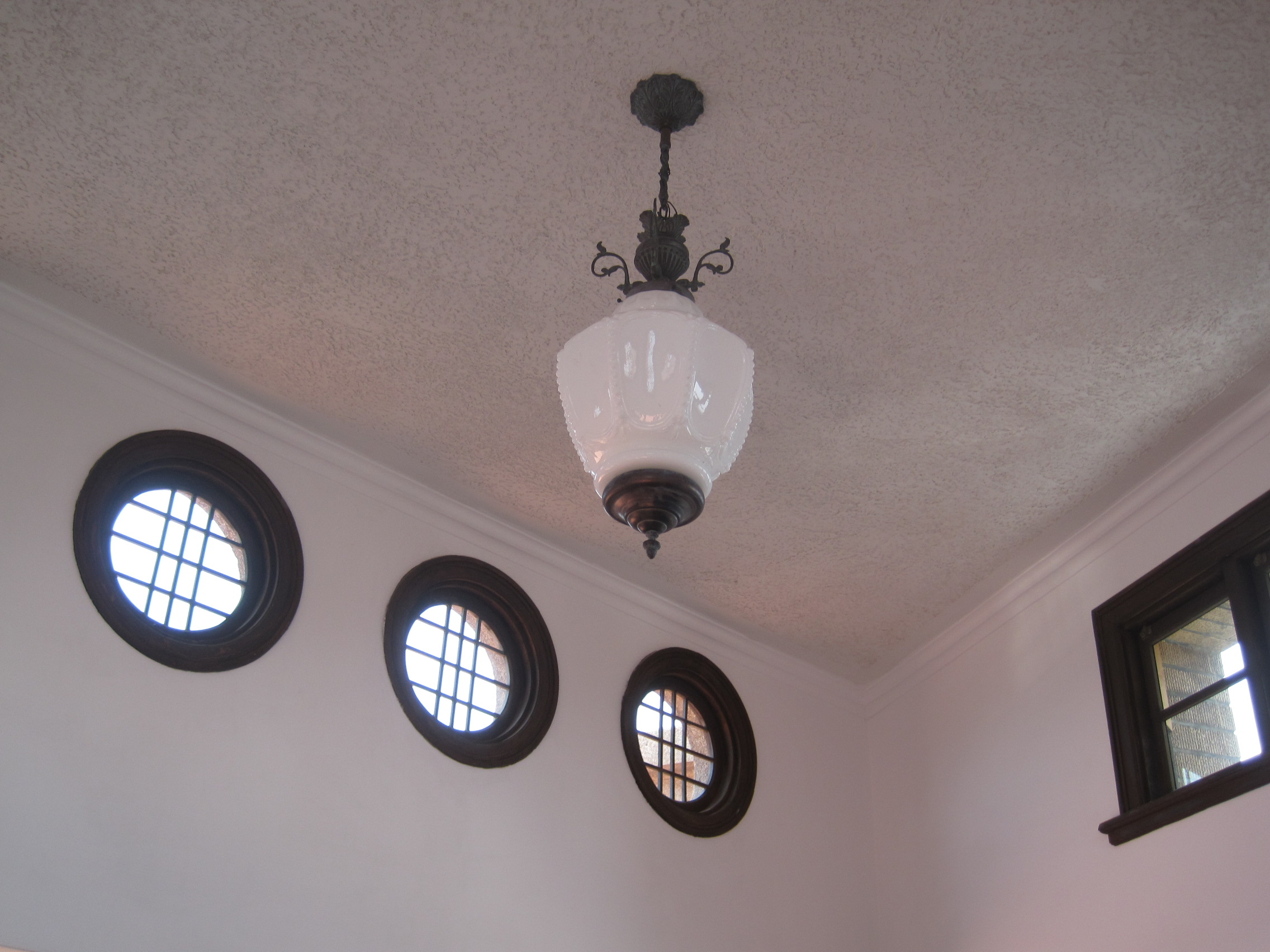
林百貨內仿舊重製的燈具
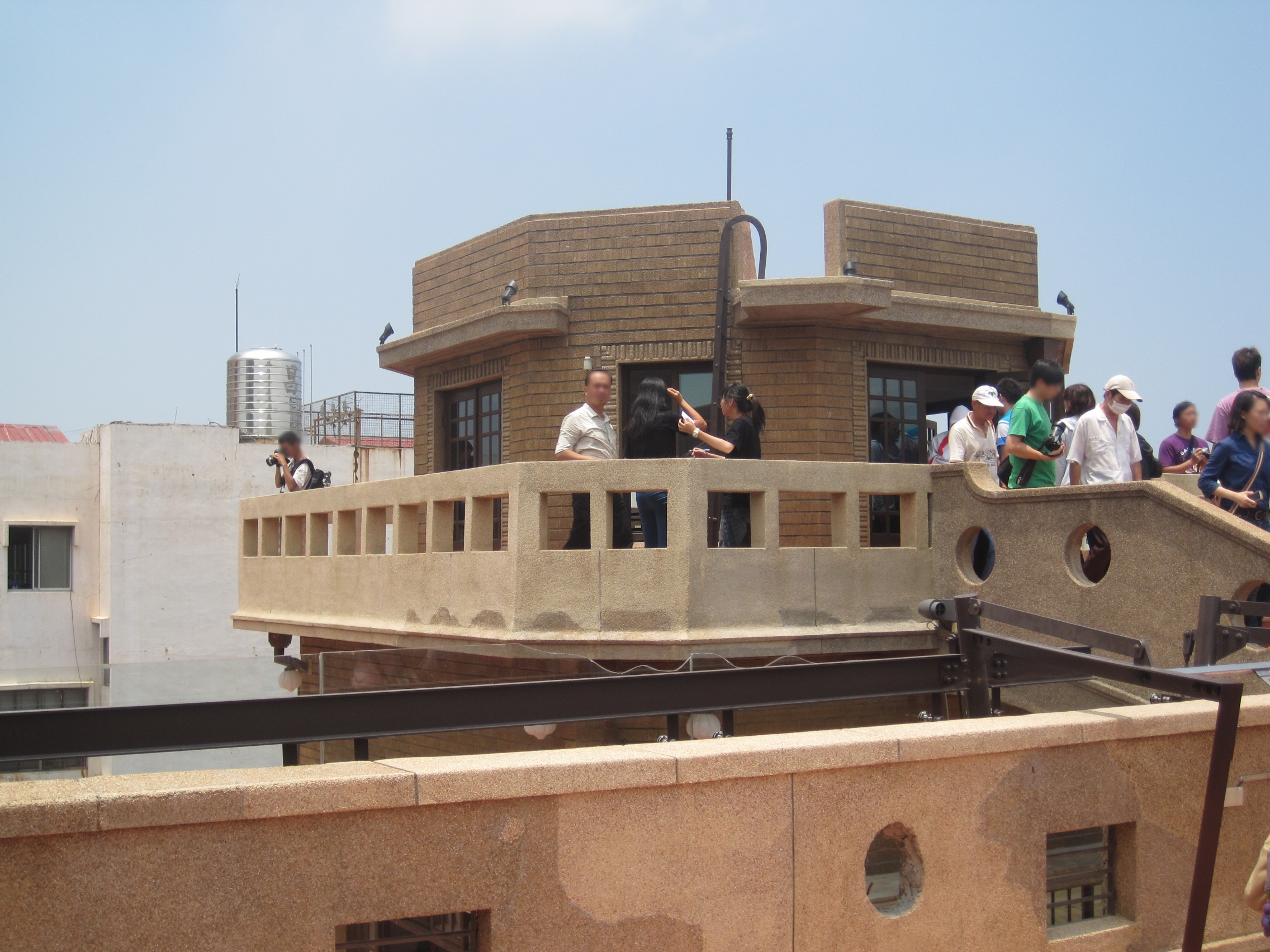
頂樓一隅，屋突內為電梯井
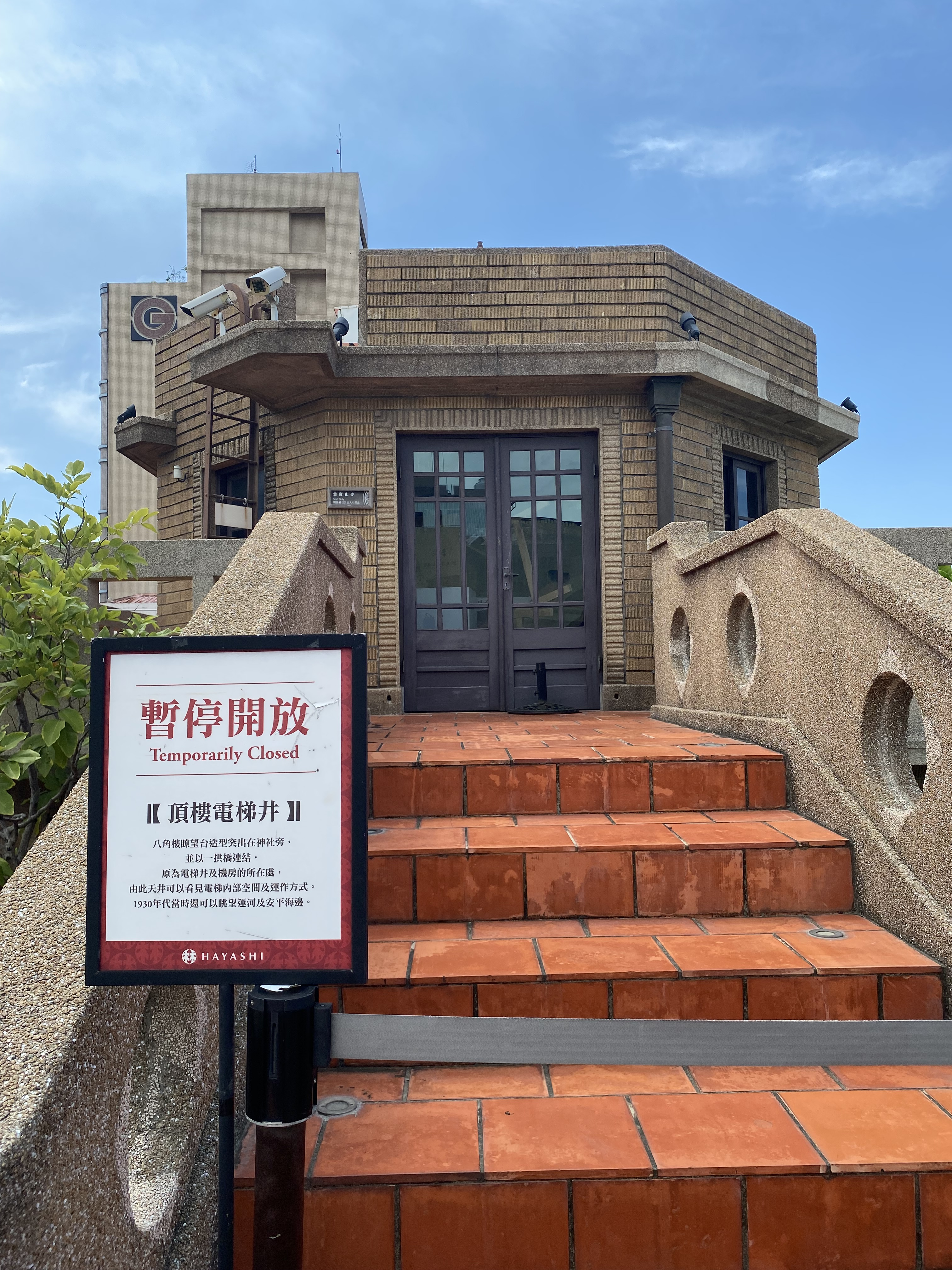
林百貨頂樓電梯井
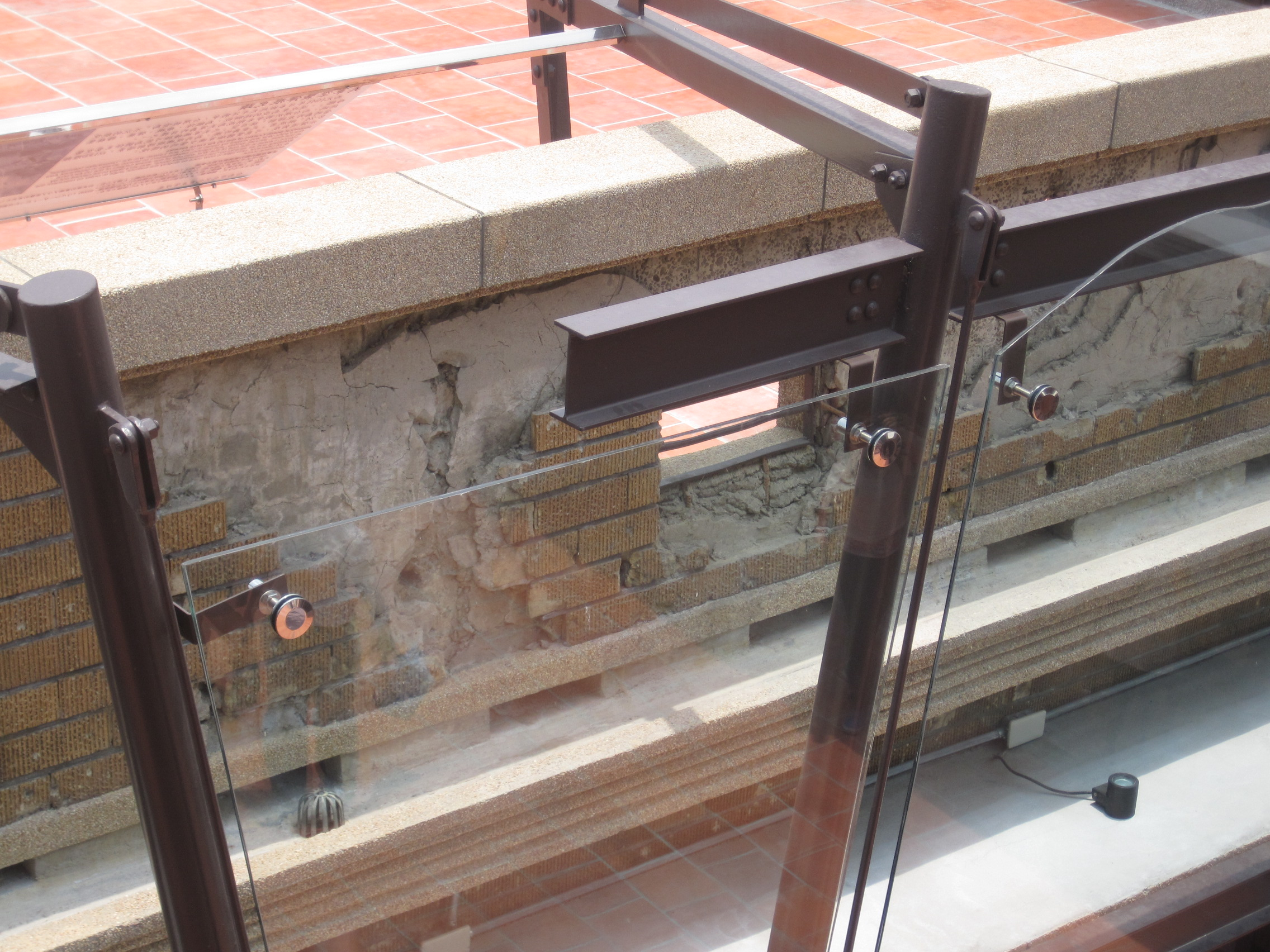
二次大戰中受創的痕跡
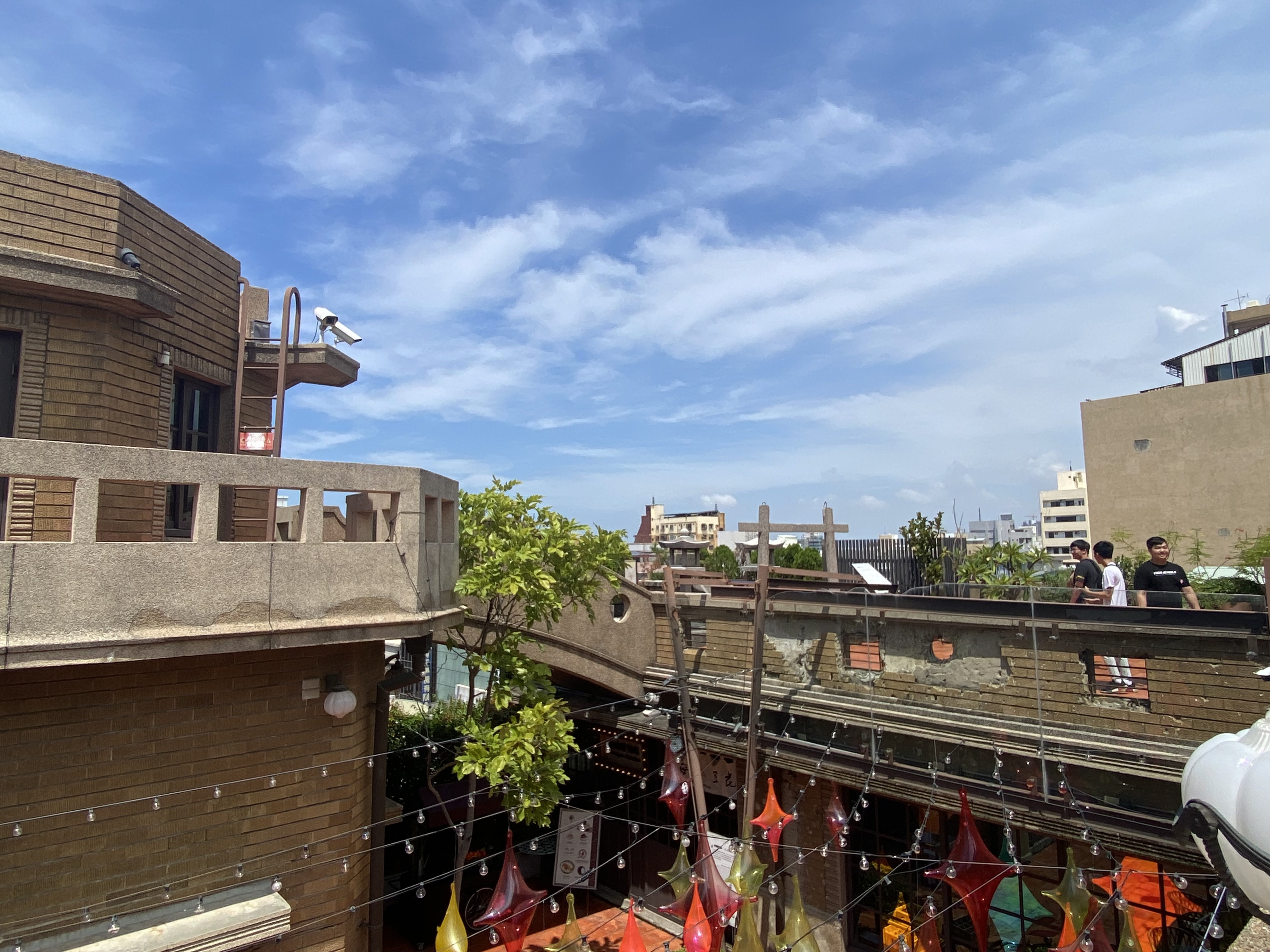
林百貨頂樓神社（右）與電梯井（左），神社前牆面為二戰時期遭砲火波及之遺蹟
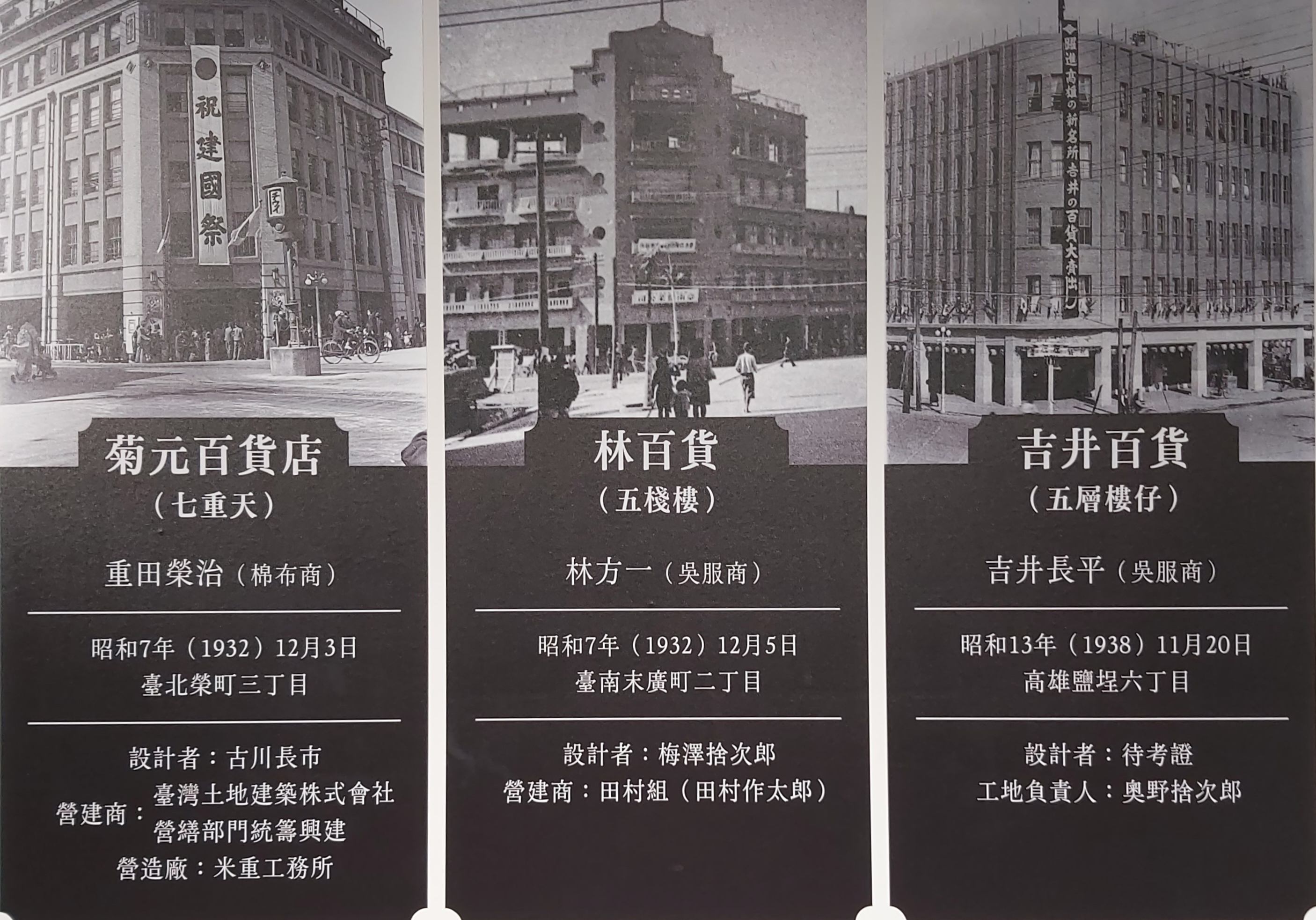
菊元百貨、林百貨與吉井百貨

## 相關
- 菊元百貨：位於臺北市、臺灣第一間百貨。
- 吉井百貨：位於高雄市，日治時期開設的百貨公司。

## 外部連結
- 林百貨官方網站 （页面存档备份，存于）（繁體中文）（英文）（日語）
- 林百貨官方購物網 （页面存档备份，存于）
- 台南林百貨的Facebook專頁
- 台灣公司資料 （页面存档备份，存于）